# 青少年機器人世界杯
青少年機器人世界杯（RoboCup Junior，RCJ）是一個以任務式設計為導向的教育性公開活動，該活動為青少年提供了本地性﹑區域性和國際性的機器人賽事。 其設立目的是通過舉辦青少年機器人世界杯的各項賽事，向小學生、中學生以及一些因缺乏條件而無法加入給大學生高級組的機器人世界盃（RoboCup）。它為青少年朋友提供一個瞭解國際最新技術、開拓視野的機會，目前法國、瑞典、澳大利亞、加拿大、美國、日本、義大利以及香港等地方每年也開展著青少年機器人世界盃的活動項目。
青少年機器人世界盃提供幾種挑戰項目，每種模式均同時強調合作和競爭兩方面的能力。對於青少年來說，青少年機器人世界盃將他們引入了一個令人興奮的探索機器人技術的領域；提供了一個通過動手實踐電子技術、軟硬件應用來提高科技能力的新模式；一個與同伴分享科技、學習與人合作技能的機會。與我們今天看到的一人一機的典型情況相反的是，青少年機器人世界盃給參賽者提供了獨特的機會，使得有著不同興趣愛好和能力的參賽者能夠組成團隊，協同工作並且達到共同目標。

## 歷史
青少年機器人世界盃始於1998年，而在2000年墨爾本舉辦的青少年機器人世界盃，有來自澳大利亞25所學校以及德國和美國的100多個孩子參加。學生們分別加入了足球，尋跡相撲，或者跳舞挑戰項目，並機器人世界盃比賽上首次增加青少年機器人世界盃為正式比賽項目。
在西雅圖主辦的青少年機器人世界盃2001中，來自美國、澳洲、德國和英國的 25 隊進行了足球、援救和跳舞挑戰比賽。巡迴賽之後，成立了一個工作室，在那裡研究者們共享了他們在教育機械手工程方面的創意並瞭解了相互的進展情況。.
青少年機器人世界盃2002在日本福岡舉辦，來自 12個國家的59支隊伍三加了比賽.
青少年機器人世界盃2003於2003年7月在意大利的帕多瓦舉辦，預計將有來自全球多個國家的近100支隊伍參加比賽。

## 比賽項目
青少年機器人世界杯比賽的項目包括足球(1—1、2—2)、舞蹈，及營救比賽項目。

## 历届举办地点
| 年份                                        | 日期            | 地点              |
| ------------------------------------------- | --------------- | ----------------- |
| 2000（英文）                                | 8月26日－9月3日 | 澳大利亚墨尔本    |
| 2001 （页面存档备份，存于）（英文）         | 8月2日－10月3日 | 美国西雅图        |
| 2002（英文）（日語）                        | 6月19日－25日   | 日本福冈/韩国釜山 |
| 2003（英文）                                | 7月2日－11日    | 意大利帕多瓦      |
| 2004 （页面存档备份，存于）（英文）         | 6月28日－7月4日 | 葡萄牙里斯本      |
| 2005 （页面存档备份，存于）（英文）（日語） | 7月13日-17日    | 日本大阪          |
| 2006 （页面存档备份，存于）（英文）（德文） |                 | 德国不来梅        |
| 2007（英文）                                |                 | 美国亚特兰大      |
| 2008（英文）                                |                 | 中国蘇州          |
| 2009（英文）                                |                 | 奧地利格拉茨      |
| 2010 （页面存档备份，存于）（英文）         |                 | 新加坡            |
| 2011（英文）                                |                 | 土耳其伊斯坦堡    |
| 2012 （页面存档备份，存于）（英文）         |                 | 墨西哥墨西哥城    |

## 外部連結
- RoboCup Junior International[永久]
- RoboCup Junior Saudi Arabia （页面存档备份，存于）
- RoboCup Junior Hong Kong （页面存档备份，存于）
- RoboCup Junior Australia （页面存档备份，存于）
- RoboCup Junior New Zealand （页面存档备份，存于）
- RoboCup Junior Germany （页面存档备份，存于）
- RoboCup Junior Belgium （页面存档备份，存于）